# Emirato de Diriyah

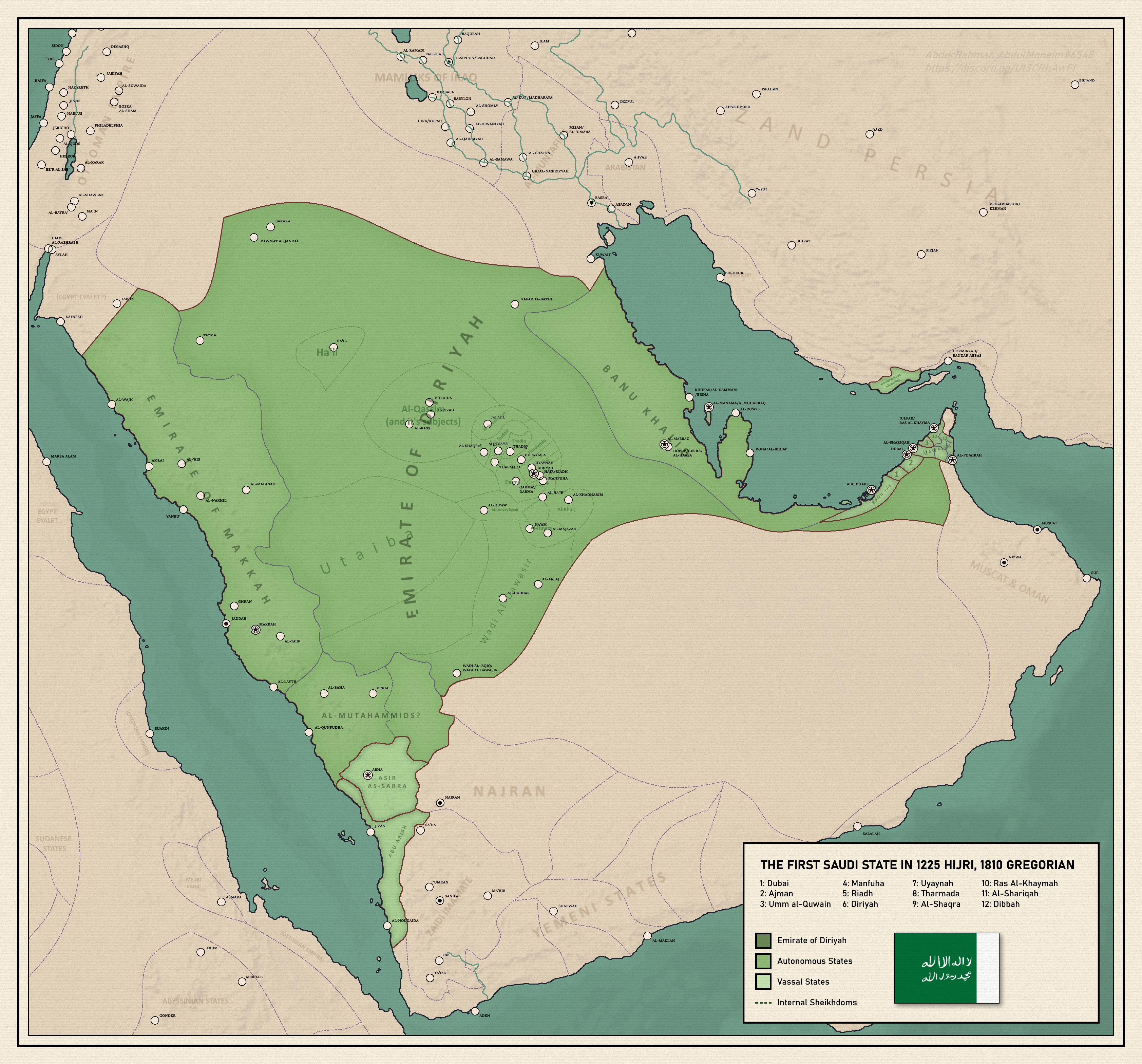
El Emirato de Diriyah en su máxima extensión

El Gran Emirato de Diriyah, también conocido como Primer Estado saudita (en árabe: الدولة السعودية الأولى‎) fue un reino árabe de la Casa de Saúd, que entre 1744 y 1818, cuando cayó durante la Guerra otomano-wahabi, había conseguido el control de la mayor parte de la península arábiga. Surgió en el año 1744 (1157 AH, anno hegirae), cuando el emir de Diriyah Muhámmad bin Saúd (llamado «Ibn Saúd») concluyó un pacto con el imam Muhámmad ibn Abd-al-Wahhab (llamado «Ibn Abd al-Wahhab») para promover la doctrina de este, el wahabismo, que tenía como objetivo volver al islam original, y unir de nuevo a las tribus nómadas de Arabia. El matrimonio entre el hijo de Saúd, Abdul Aziz Ibn Mohámmed Ibn Saúd, y la hija del imam ayudó a sellar el pacto entre sus familias.
Esta soberanía política y religiosa quiso purgar Arabia de prácticas heréticas y desviaciones del Islam ortodoxo como ellos lo entendían. Ese esfuerzo conjunto fue visto por los wahhabíes como la restauración de la creencia básica en el Tawhid, y muchos salafistas mantienen que marcó el comienzo del más amplio movimiento revivalista salafista.[cita requerida] Prácticas como ofrecer oraciones a figuras santas o las peregrinaciones a tumbas y mezquitas especiales, o incluso todavía a árboles, cuevas y piedras venerables, fueron suprimidas bajo su gobierno y desde el establecimiento de ese Primer Estado saudí, ninguna de estas prácticas ha sido observada de nuevo en Arabia Saudita. En 1744, tanto Muhámmad bin Abd Al-Wahhab como Muhámmad bin Saúd hicieron un juramento para lograr su objetivo.
El nuevo estado se extendió gradualmente a una gran parte de la península arábiga, pero fue destruido por tropas del Imperio otomano lideradas por Ibrahim bajá en 1818.

## Historia

### El pacto de Diriyah
El primer estado saudí surgió en Diriyah en 1744. El jeque Ibn Abdelwahhab estaba entonces buscando un brazo armado para difundir su doctrina islámica fundamentalista origen del salafismo moderno. Este brazo armado le era de hecho necesario, ya que había sido expulsado por los sumos sacerdotes de La Meca que no podían tolerar su doctrina revolucionaria, cuyo rigor era a la vez una amenaza a sus privilegios y un insulto a su tipo de vida. Se refugió en Dariya donde se reunió con el emir local, Ibn Saud —bisabuelo de Abdelaziz Al Saud, el fundador de la moderna Arabia Saudita—, que buscaba una doctrina religiosa para dar legitimidad a sus conquistas guerreras. Establecieron un pacto para difundir lo que más tarde fue llamado wahabismo saudí y para unificar los clanes de Arabia bajo una misma bandera. Para sellar su alianza, Ibn Abdelwahhab dio una de sus hijas en matrimonio a un hijo de Ibn Saud.

### Conquista de la península arábiga
Bajo el mando de Mohammed bin Saud, y después de muchas campañas militares, las fuerzas saudí-wahabítas tomaron el control de la región de Diriyah. Mientras, Muhammed bin Abd Al-Wahhab escribió cartas a gobernantes y estudiosos para que entrasen en el campo de la yihad, a través del debate y el trabajo académico, para eliminar los supuestos elementos de politeísmo que existían en países como Irak, Egipto, India, Yemen y Siria. Después de la muerte en 1765 de Mohammed bin Saud, su hijo Abdul Aziz continuó la tarea emprendida por su padre y sometió pronto el Nejd y extendió su influencia en la costa este de la península arábiga, en una franja que iba desde Kuwait hasta la frontera norte de Omán. Perpetraron ataques en las fronteras de Irak y de Siria, lo que llevó al saqueo de la ciudad sagrada chiita de Kerbala, en 1802. Aquí destruyeron lápidas de tumbas de santos y monumentos, que consideraban eran actos de politeísmo.
En 1803, ya once años después de la muerte de Muhammad bin Abd Al-Wahhab, el hijo de Abdul Aziz, Saud, le sucedió y envió fuerzas para conquistar las mesetas de 'Asir y la región del Hiyaz. Taif fue la primera ciudad capturada, y después las dos ciudades santas de La Meca y Medina. Defendiendo un monoteísmo estricto, y por ello considerando idolatría la peregrinación y visita a tales monumentos, destruyeron los diferentes mausoleos y tumbas de santos (familiares, esposas y compañeros del profeta), y también atacaron la del mismo Mahoma.
La casa de Saud y sus aliados habían llegado rápidamente a convertirse en el poder dominante en Arabia: el Imperio otomano, que ejercía la soberanía sobre las ciudades santas y la región desde 1517, veía caer su prestigio y lo consideró como un gran desafío a su autoridad.

### La respuesta otomana y el declinar de la soberanía
Los otomanos encomendaron la tarea de destruir el dominio de la casa de Saud al poderoso virrey de Egipto, Mehmet Alí. Este inició la guerra otomano-saudí en 1811 enviando sus tropas por el mar Rojo a la región de Hiyaz que conquistó. Su hijo, Ibrahim bajá, que comandaba las fuerzas otomanas en el corazón de Nejd, fue reconquistando la región ciudad tras ciudad, con sangrientos saqueos generalizados que siguen presentes en la memoria colectiva de Nejd. El sucesor de Saud, su hijo Abdullah bin Saud, fue incapaz de evitar la reconquista de la región. Finalmente, Ibrahim llegó a la capital Saudí en Diriyah y la puso bajo asedio durante varios meses hasta que se rindió en septiembre de 1818.
Ibrahim apresó y embarcó a muchos miembros de los clanes de Al-Saud y de Al Wahhab hacia Egipto y la capital otomana de Estambul. Antes de irse ordenó la destrucción sistemática de Diriyah, cuyas ruinas se han mantenido intactas desde entonces. El último imán saudí, Abdullah bin Saud, tras ser humillado y cargado de cadenas, fue ejecutado posteriormente en la capital otomana, siendo luego su cabeza cortada arrojada a las aguas del Bósforo, lo que marcó el final de lo que se conoce como el Primer Estado Saudí.
Sin embargo, tanto el movimiento salafí como algunos miembros del clan de Al Saud sobrevivieron y renovaron su compromiso de fundar el Emirato de Néyed, el Segundo Estado Saudí, que duró desde 1824 hasta 1891, y más tarde un tercer estado, el actual reino de Arabia Saudita, que sigue gobernando hasta el día de hoy.

## Gobernantes del primer estado saudí (Imanes)
- Muhammad bin Saud 1726–1744 (emir de Diriyah), 1744–1765 (imam del Estado saudí)
- Abdul Aziz ibn Muhammad ibn Saud 1765–1803 (1179–1218 H)
- Saud ibn Abdul Aziz ibn Muhammad ibn Saud (Saud Al Kabeer) 1803–1814 (1218–1233 H)
- Abdullah bin Saud 1814–1818